# Kartläsare
Kartläsare, även co-driver, är en person som ger föraren av ett ekipage (till exempel i en bilrallytävling) instruktioner om hur föraren ska köra. Kartläsaren kallas även andreförare, eftersom kartläsaren har rätt att köra ekipaget om föraren tvingas bryta. I andra motorsportsformer är andreföraren en förare som framför en bil men har lägre prioritet att vinna tävlingen än stallets försteförare. 

## Kartläsarens uppgifter i en rallytävling

### Banbesiktning
I stora rallyn (till exempel VM, SM osv.) får ekipagen köra besiktningstur på sträckorna innan tävlingen börjar. Under besiktningen skriver kartläsaren ner hur föraren ska köra under tävlingen. Ofta går det till så att föraren berättar hur vägen går och hur förutsättningarna är, och kartläsaren skriver ner det. Anteckningarna kallas noter och kan se ut så här: 50 V3/Kr 120 H2 Mål (Betyder: 50 meter, Vänster 3 över krön. 120 meter, Höger 2. Mål). Detta var ett exempel ur ett system som kallas siffernoter. Enkelt kan man säga att siffran som står efter Höger/Vänster är den växel som föraren ska åka på i svängen. Sifferbenämningen går från 1-6 där 1 alltså innebär den skarpaste svängen. Det andra använda systemet heter beskrivande noter. Då, istället för siffror, använder man bland annat beteckningar som "Tvär", "Medium" och "svag" för att beskriva hur skarp svängen är.

### Tävling
Under tävlingen har föraren och kartläsaren ett kommunikationssystem inbyggt i sina hjälmar. Genom det berättar läser kartläsaren upp de noteringar som kartläsaren har gjort om banan. Föraren vet då, förhoppningsvis, hur sträckan går och kan på så sätt köra sträckan så snabbt som möjligt.

### Kartor
Ursprungligen var inte besiktning av banan tillåten. Då fick kartläsaren istället en karta som användes för anteckningar. Bansträckningen hölls då hemlig fram till tävlingsdagen då kartorna delades ut. Det systemet har numera nästan helt fallit ur bruk, bland annat på grund av att säkerheten blir bättre när besiktning tillåts.

### Några kända kartläsare
- Julien Ingrassia
- Daniel Elena
- Paul Nagle
- Miikka Anttila
- Nicolas Gilsoul
- Martin Järveoja
- Michael Park
- Jarmo Lehtinen
- Nicky Grist
- Phil Mills
- Arne Hertz
- Tina Thörner
- Ursula Wirth

## Andra situationer där kartläsare förekommer
- Bilorientering